# Antimónio pentavalente
Antimónios pentavalentes (português europeu) ou antimoniais pentavalentes (português brasileiro) são medicamentos usados no tratamento de leishmaniose. Os compostos atualmente disponíveis são o antimoniato de meglumina e o estibogluconato de sódio. Ambas substâncias são complexos metálicos com o antimônio com número de oxidação +5 como elemento central e moléculas de diferentes classes derivadas de carboidratos como ligantes. São uma das classes de medicamentos mais antigas empregadas no tratamento das leishmanioses e são sucessores dos antimoniais trivalentes, introduzidos na medicina para este fim pelo brasileiro Gaspar Vianna em 1912. Ainda hoje, são considerados medicamentos de primeira escolha para as diferentes formas das leishmanioses, salvo exceções como casos de coinfecção com HIV, além de serem consideravelmente tóxicas aos enfermos, prejudicando o funcionamento adequado de diferentes órgãos, incluindo o coração.